# Mennica w Malborku
Mennica w Malborku – mennica:

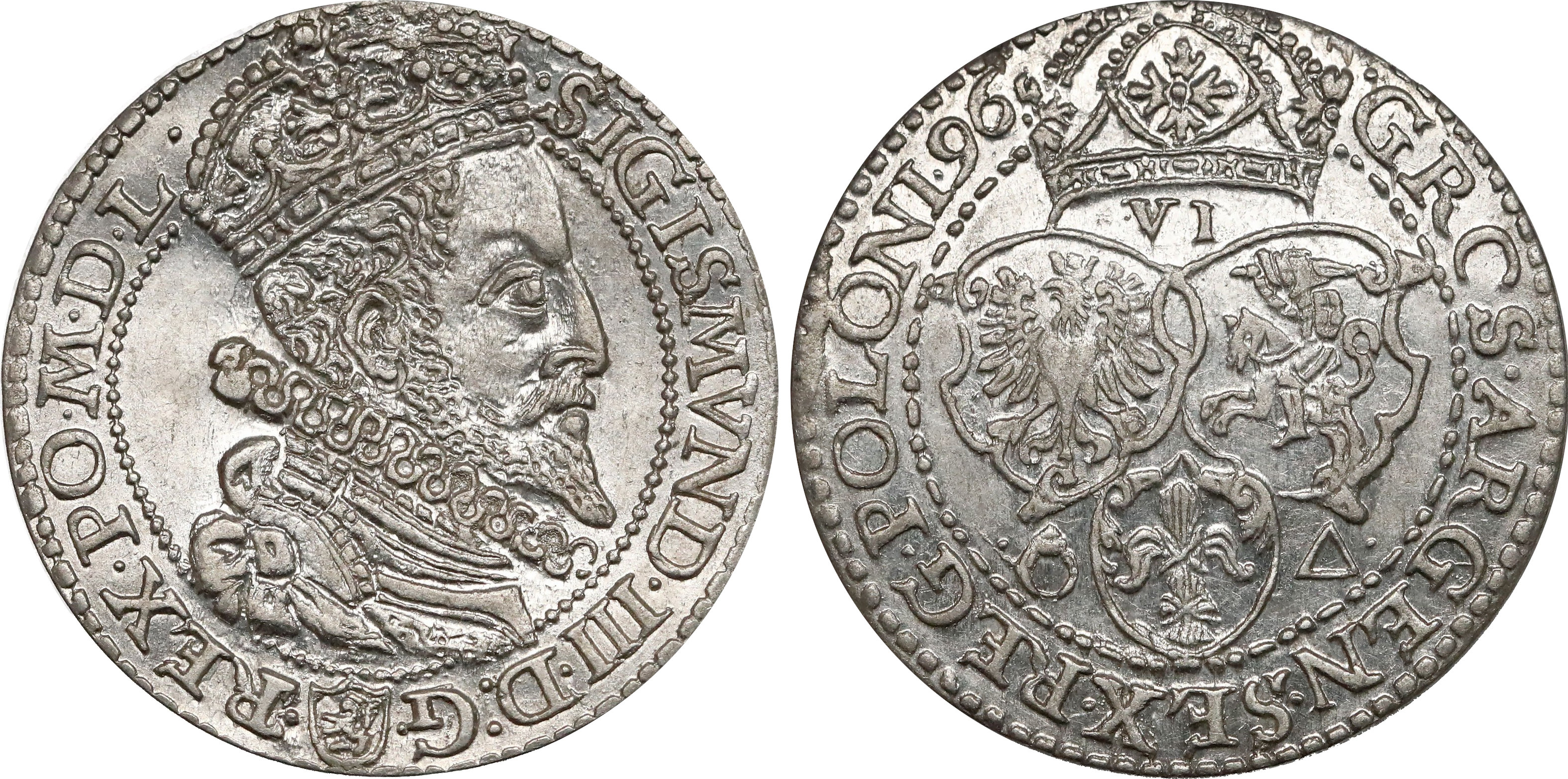
Szóstak koronny bity w 1596 r. w Malborku

- krzyżacka, w której bito szelągi za panowania:
  - Konrada von Jungingena
  - Ulryka von Jungingena
  - Ludwika von Erlichshausena
- ziem pruskich (na terenie zamku malborskiego), w której za panowania Stefana Batorego bito:
  - szelągi (1584–1585),
  - grosze (1584),
  - trojaki (1585),
  - dukaty (1585),
- koronna, w której za panowania Zygmunta III bito:
  - trzeciaki (1596),
  - szelągi (1592, 1594, 1596, 1601),
  - trojaki (1592–1594),
  - szóstaki (1596, 1599–1601),
  - dukaty (1592, 1595, 1597–1598),
  - półportugały (1596, 1598),
  - portugały (1593),
  - próbne 3 öre
- litewska, w której za Jana II Kazimierza bito w 1666 r. miedziane szelągi (na sumę 650 120 złotych i 12 groszy), sygnowane inicjałami GFH i TZH.